# Ліскова коса (Миколаїв)
Ліскова (Осницька) коса — обширна коса на лівому березі Бузького лиману (південний захід Миколаївського півострова). Довжина коси біля одного кілометра. Одна з найдовших кос Миколаївського півострова.
Куточок дикої природи, на якому відпочивають та ловлять рибу жителі міста Миколаєва.
Укладач опису земель, що відійшли до Росії за Кючук-Кайнарджійським миром, інженер-підполковник Томілов так пояснює назви кос Бузького лиману: «…некоторые и по случаю, а иные по виду фигур, произростанию дерев, имена получили». Можна зробити припущення, що Осницька коса отримала свою назву «по произростанию на ней дерев» — осик (російською мовою осика — це «осина»).
Наприклад, в описі Фабрової дачі сказано: «Над Богом в урочище Косе осницкой саморослаго разнаго дерева мелкаго, яко то березы, осики, груш, терновнику и протчаго по разным местам кустами окружностью по примеру верст до двух».
Багато згадувань про те, що берег поблизу коси був порослий осикою. «Осика» у перекладі на російську мову означає «осина», а «Осницький кут» — «Осиновый угол» (мис).
Нині осики на косі немає. Дерев мало. Зустрічаються дерева родини Маслинкові. Береги коси густо порослі очеретом. На косі живуть змії, птахи.
За свідоцтвом Томілова ранні назви «Осницька коса», «Осниця» були дані запорожцями, які ловили у лимані рибу, задовго до заснування міста Миколаєва (до 1774 р.).
Можлива і друга версія походження назви коси — від слова «осниця» — гостра вершина, вісь (своєю формою Осницька коса нагадує гострий кут, навколо якого розвертається, ніби обертається навколо осі, Бузький лиман).
Згодом Осницька коса отримала назву «Ліскова» через те, що поблизу неї і на березі росли невеликі лісові насадження — ліски. Назва «Осницька коса» показана на карті 1779 року. Ліскова коса з'явилася на плані міста Миколаєва у 1890 р., однак у лоції 1867 р. вона вже згадується.
Нині частина Ліскової коси зрита, та у глибині коси влаштовано Миколаївський річковий торговий порт для масових, сипучих та навалювальних вантажів.

## Галерея

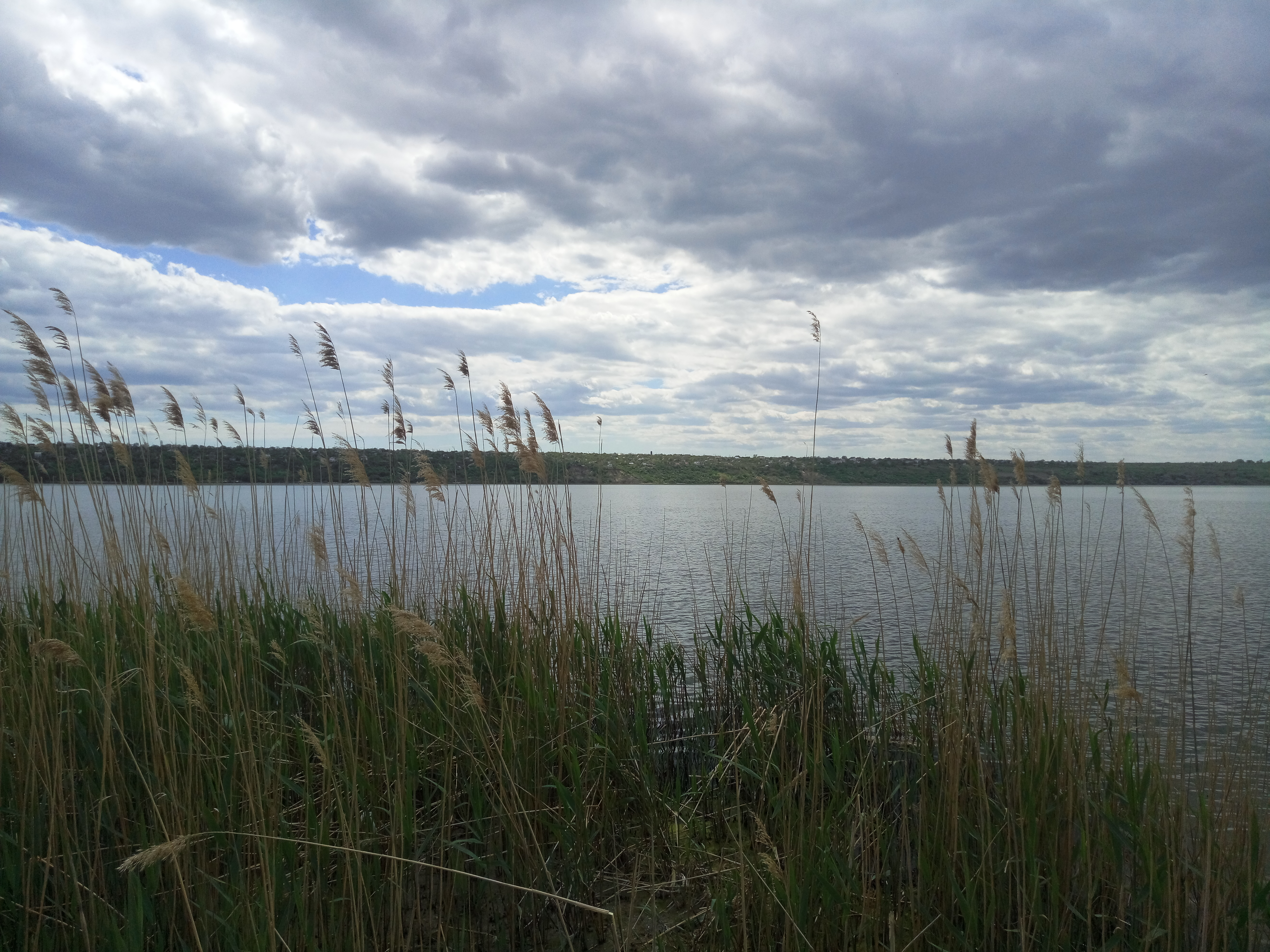
Вид з ліскової коси на протилежний берег
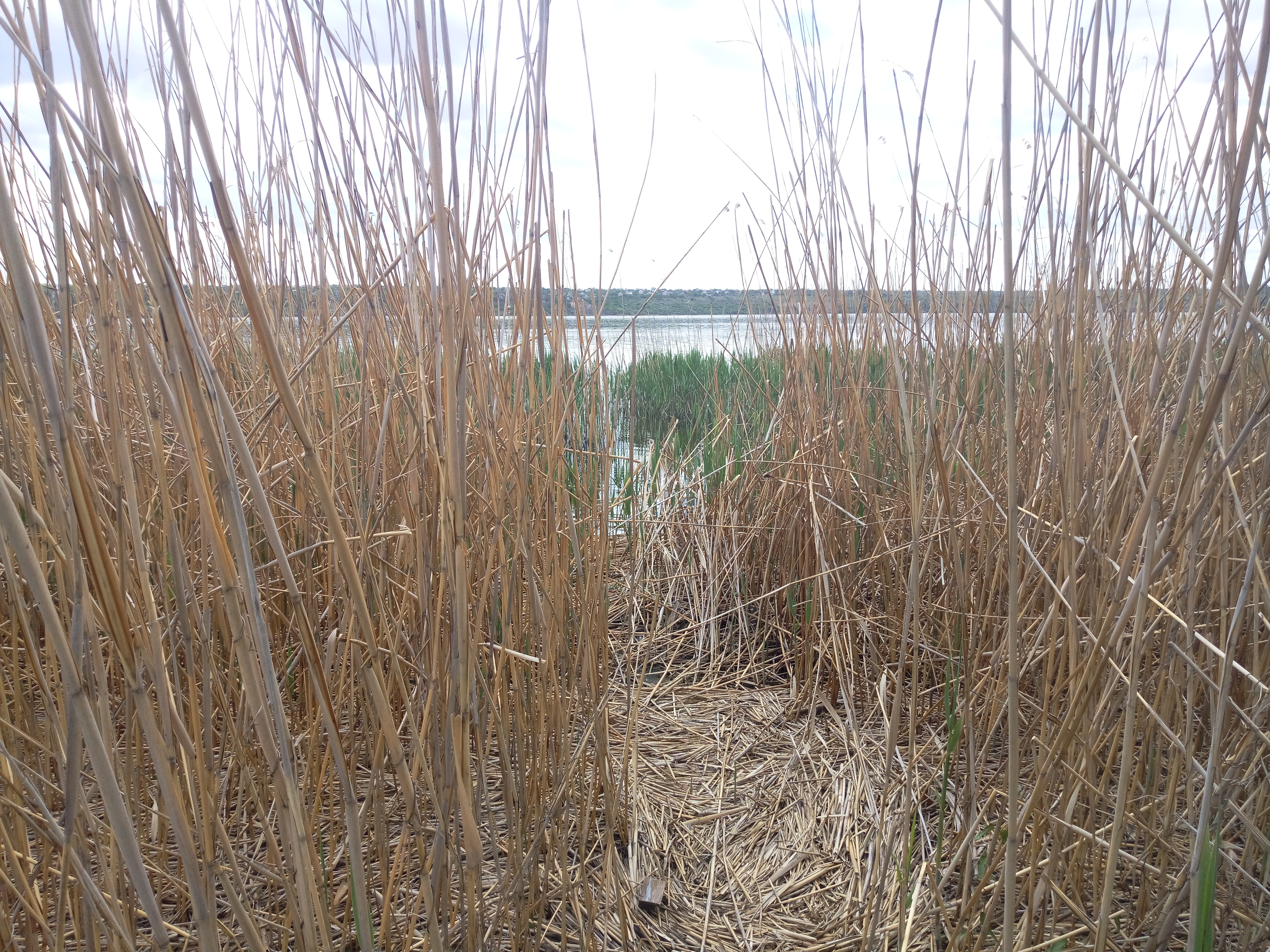
На лісковій косі
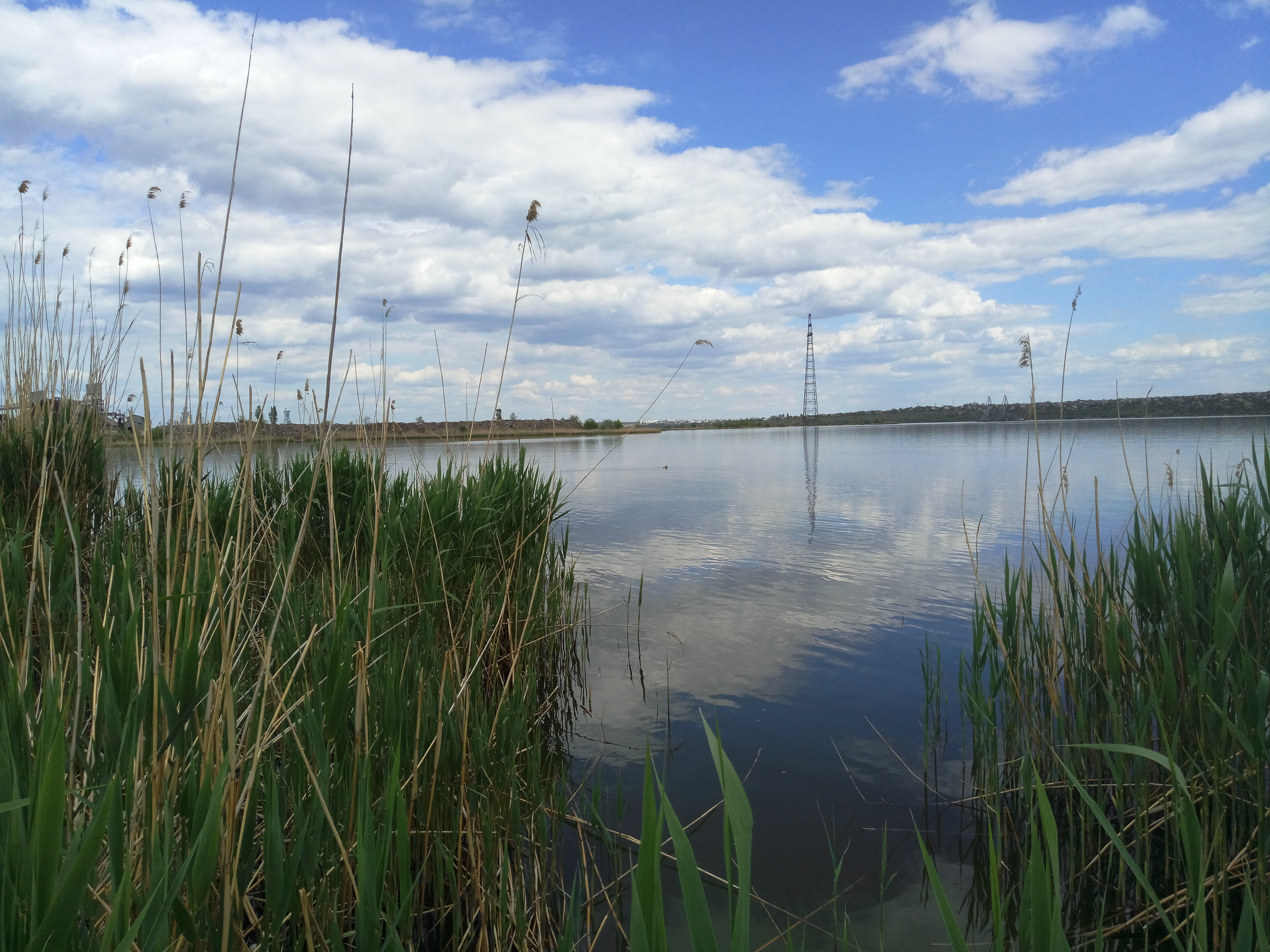
Вид з ліскової коси на протилежний берег
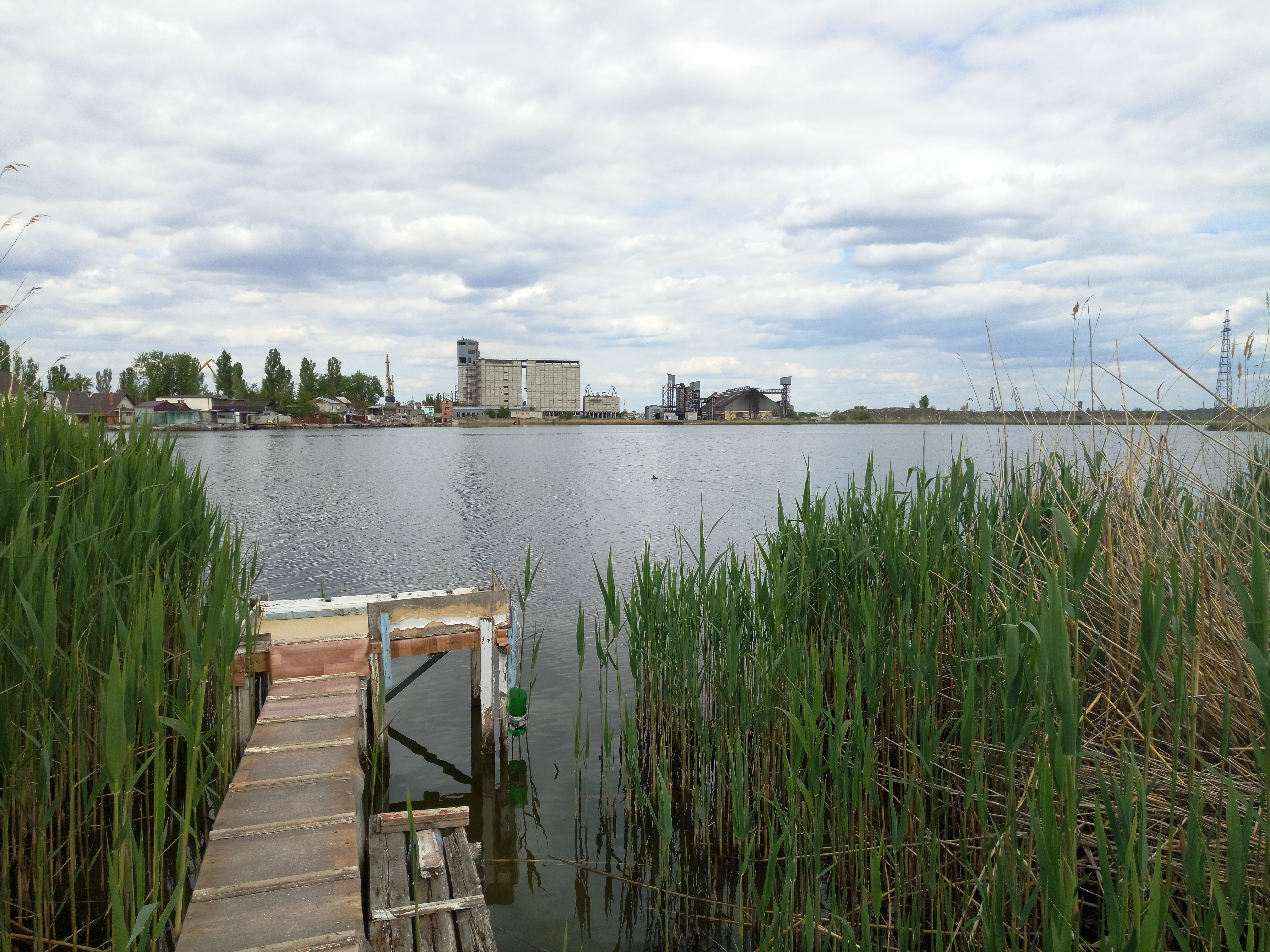
Вид з ліскової коси на протилежний берег
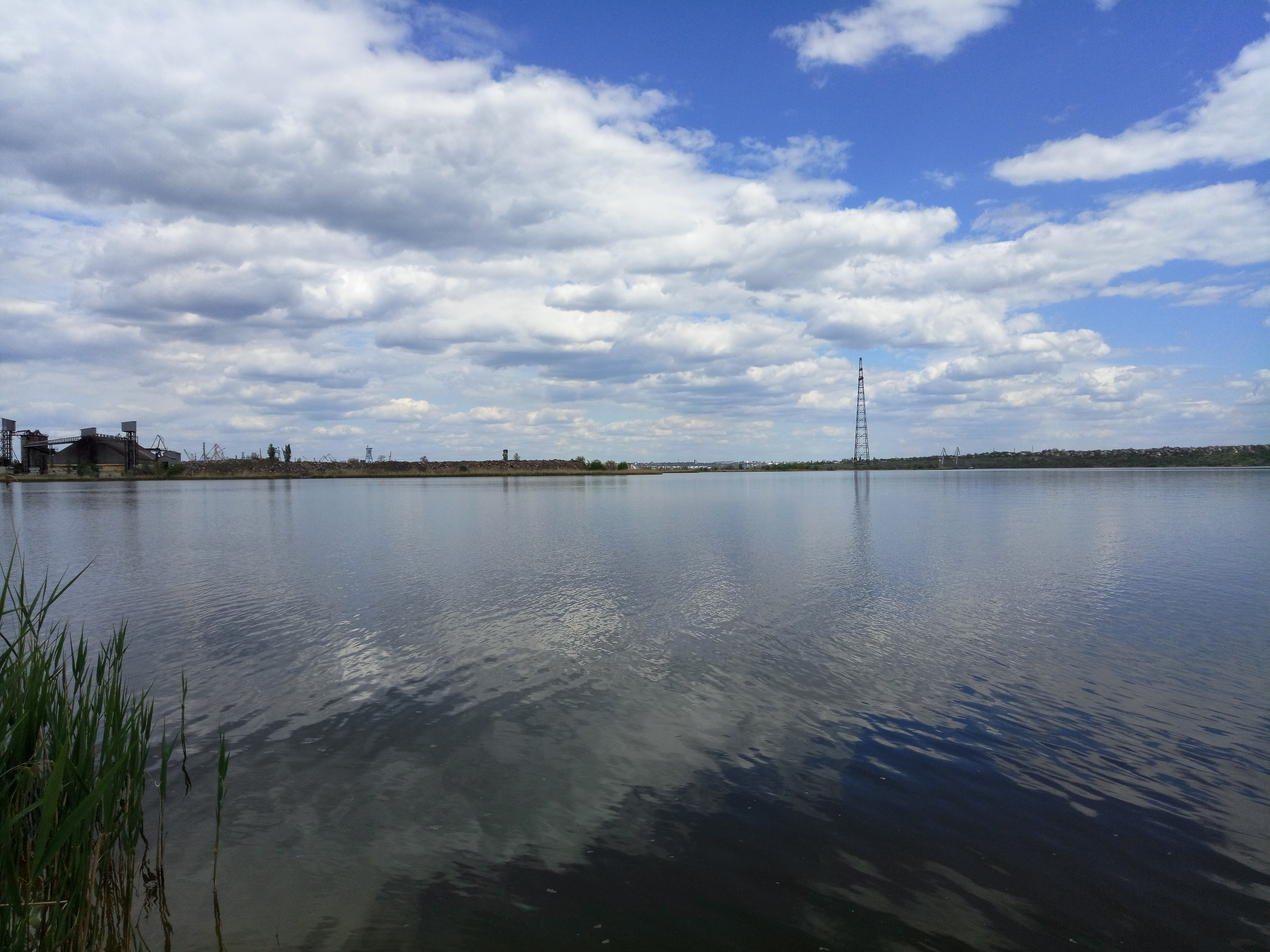
Вид з ліскової коси на протилежний берег
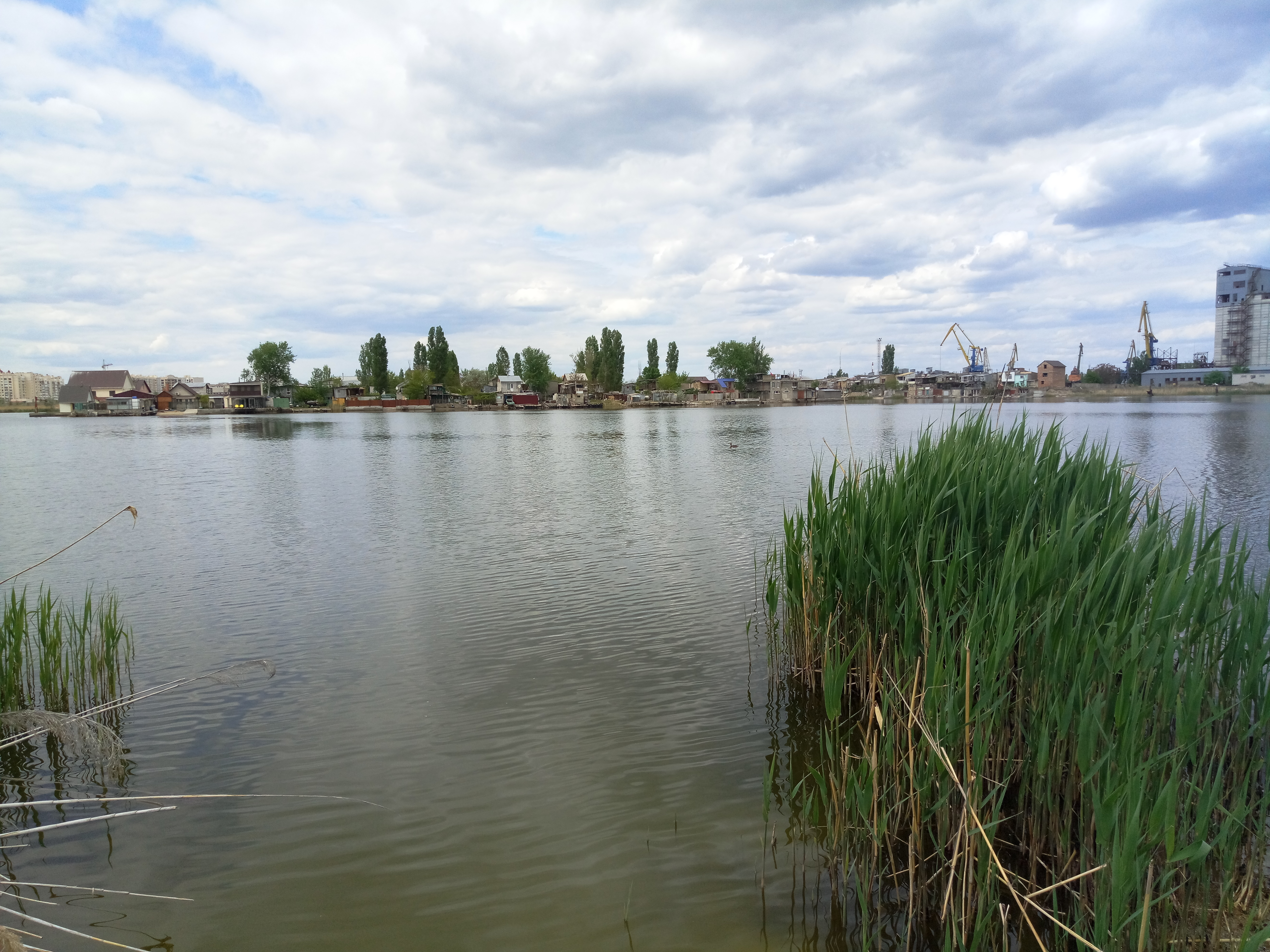
Вид з ліскової коси на протилежний берег